# Piperales
Le piperali (Piperales von Berchtold e Presl) sono un ordine di angiosperme del clade magnoliidi. 
Tra le specie più note di questo ordine figurano il pepe nero (Piper nigrum), la kava (Piper methysticum) e l'asarabacca (Asarum europaeum).

## Tassonomia
La classificazione APG IV, pubblicata nel 2016 dall'Angiosperm Phylogeny Group,assegna all'ordine Piperales le seguenti famiglie:
- Aristolochiaceae (include Asaraceae, Hydnoraceae e Lactoridaceae)
- Piperaceae
- Saururaceae

Il Sistema Cronquist (1981) includeva in questo raggruppamento anche le Chloranthaceae, attualmente inquadrate in un ordine a sé stante, Chloranthales, considerato come una linea monofiletica indipendente all'interno del clade delle mesangiosperme.